# 柑桔刺粉蝨
柑桔刺粉蝨（学名：Aleurocanthus spiniferus），又名黑刺粉虱、橘刺粉虱、刺粉虱，为粉蝨科刺粉蝨屬下的一个种，是茶树和柑橘的主要农业害虫之一，分布于中国江苏、安徽及以南各地区，也见于澳大利亚、非洲等其他地区。其幼虫吸食茶树叶汁，会导致煤污病，使茶树叶片发黑、脱落、茶芽不发，减产可达80％。